# Karol Podgórski (prawnik)
Karol Podgórski (ur. 1917, zm. 26 stycznia 2008) – polski prawnik, doktor habilitowany nauk prawnych, nauczyciel akademicki Uniwersytetu Śląskiego, specjalista w zakresie prawa administracyjnego, w latach 1984–1987 prodziekan Wydziału Prawa i Administracji Uniwersytetu Śląskiego.

## Życiorys
Był żołnierzem Armii Krajowej. Ukończył studia na Wydziale Prawa i Administracji Uniwersytetu Jagiellońskiego. W latach 1973–1989 był zatrudniony na Wydziale Prawa i Administracji Uniwersytetu Śląskiego. Przez wiele lat zajmował stanowisko kierownika Katedry Prawa Administracyjnego na tym wydziale. Uzyskał stopień naukowy doktora habilitowanego.
W latach 1984–1987 pełnił funkcję prodziekana Wydziału Prawa i Administracji UŚl. Zajmował także stanowisko kierownika Studiów Podyplomowych w zakresie prawa administracyjnego.
Pod jego kierunkiem stopień naukowy doktora nauk prawnych uzyskali m.in. Bogdan Dolnicki, Czesław Martysz, Jadwiga Glumińska-Pawlic.
Został pochowany na cmentarzu przy ulicy Wróblewskiego w Katowicach.

## Odznaczenia
Został odznaczony Krzyżem Kawalerskim Orderu Odrodzenia Polski, Złotym i Srebrnym Krzyżem Zasługi.

## Wybrane publikacje
- Samorząd powiatowy: praktyczny komentarz do ustawy z dnia 5 czerwca 1998 r. (współautor: Czesław Martysz, 1998)
- Podstawowe problemy zarządzania administracją terenową (1984)
- Ochrona środowiska PRL i sąsiednich krajów socjalistycznych: zagadnienia administracyjnoprawne (1977)
- Zarządzanie w przedsiębiorstwie (1977)
- Administracja terenowa po reformie 1983 roku (red. nauk., 1987)
- Instytucje prawne zarządzania państwowymi organizacjami gospodarczymi (red. nauk., 1985)
- Regulacja prawna administracji świadczącej (red. nauk., 1985)
- Zagadnienia proceduralne w administracji (red. nauk., 1984)
- Zagadnienia prawne ochrony środowiska (red. nauk., 1981)
- Koordynacja terenowa (red. nauk., 1980)[1]